# Manhunt 2
Manhunt 2 est un jeu vidéo d'action développé par Rockstar London et édité par Rockstar Games en 2007 sur PlayStation 2, Wii et PlayStation Portable. Il succède à Manhunt.
Le développement du jeu débute en 2004 chez Rockstar Vienna. À l'origine, le jeu doit sortir le 10 juillet 2007 en Amérique du Nord et le 13 juillet en Europe, mais devant la vague d'interdictions frappant le jeu, Take-Two Interactive la société mère de Rockstar Games, annonce son report à une date non définie, puis à la suite des modifications demandées apportées au jeu qui lui octroient le feu vert de l'ESRB, annonce une sortie pour le 31 octobre 2007, le jour d'Halloween.  En Europe, Il sort finalement le 31 octobre 2008, un an après sa sortie nord-américaine.

## Système de jeu
Le jeu propose d'incarner un scientifique, Daniel Lamb, qui après avoir subi des expériences durant six années au sein d'un asile où sont rassemblés les psychopathes les plus dangereux des États-Unis, dut s'échapper tout en essayant de survivre aux hommes du Pickman Project lancés à sa traque. Il déchainera sa vengeance sur les personnages qu'il rencontre, accompagné  d'un tueur psychopathe, Leo Kasper, qui lui enseigne le meurtre. Le jeu mêle infiltration, énigmes et phases d'action à la troisième personne. Les plans sont fixes et non attachés au personnage, à la manière des premiers Resident Evil. Comme dans le premier épisode, il existe trois différents niveaux de gore pour les exécutions, suivant le temps de préparation du crime. Il sera possible de profiter de l'environnement pour se cacher. Il est possible d'utiliser les éléments du décor pour piéger ses poursuivants, mais aussi de taire un crime en profitant du bruit ambiant. Le joueur doit également contrôler son souffle à l'aide d'une séquence de boutons pour ne pas trahir sa présence. Le jeu introduit la possibilité de grimper et de ramper, deux mouvements spéciaux absents du précédent volet.
IGN l’a décrit comme « le jeu vidéo le plus sanglant jamais vu ». Dans la version prévue pour sortir en juillet le joueur pouvait arracher les testicules de son ennemi avec une pince, lui écraser la tête contre le mur, scier son corps, etc. La manette gyroscopique de la console Wii permettait de mimer ces gestes avec exactitude, en effectuant un mouvement de scie avec le bras lorsqu'il s'agit de découper sa victime par exemple. Selon certains sites web sur les jeux vidéo, il pouvait également accomplir des actes de viol et de nécrophilie mais cela a été depuis démenti par d'autres sites.

## Personnages
- Dr Daniel "Danny" Lamb : Protagoniste du jeu, scientifique et père de famille, il apparait avec un prisonnier avec qui il s'est lié d'amitié : Leo Kasper. N'ayant aucun souvenir de son propre passé, il va, avec son compagnon, tenter de remonter jusqu'aux causes de son emprisonnement. Daniel est naturellement de nature calme, même s'il est capable de commettre des meurtres ainsi que Leo lui a enseigné.

- Leo Kasper : Ami de Daniel. Leo est un tueur psychopathe, enfermé dans l'asile pour son passé de récidiviste, lui-même et Daniel prévoient de s'échapper de ce lieu et de se lancer à la poursuite des principautés du Pickman Project. Leo a un caractère sombre, violent mais il se montre néanmoins protecteur avec Daniel qui le considère comme un frère.

## Univers de Manhunt 2
Le jeu mélange les phases de gameplay lors de flashbacks de Daniel, ou de lieux fictifs représentatifs de l'état mental du personnage, tous plus sordides les uns que les autres, le décor jouant un rôle important, tel que les traces de sang, sacs mortuaires, etc.
La musique contribue également au sentiment d'insécurité du joueur, changeant de rythme selon le niveau de recherche du personnage.

## Réactions avant sa sortie
Le jeu se voit d'abord refuser la classification en Irlande le 17 juin puis au Royaume-Uni le lendemain, ce qui entraine une interdiction de vente. La BBFC (British Board of Film Classification), l'organisme de ratification, s'est expliqué en affirmant que Manhunt 2 présentait « des risques » et que sa disponibilité « même restreinte au public adulte serait inacceptable. » « Manhunt 2 se distingue de la récente production jeu vidéo par son caractère extrêmement sordide et sa tonalité extrêmement dure dans un contexte général encourageant constamment les formes les plus cruelles de meurtre, en n'offrant au joueur qu'étonnamment peu de répit ou de recul, » a ajouté un communiqué officiel. Au Royaume-Uni, c'est la seconde fois après Carmageddon, un jeu de course sorti en 1997 qui encourage le joueur à écraser les piétons pour gagner des points, qu'un jeu est sujet d'une telle interdiction, et la première fois en Irlande. Il est classé Adult only (AO) aux États-Unis ce qui y rend quasi impossible sa distribution, la plupart des grandes enseignes refusant de mettre ce genre de jeux sur leurs étallages, le sigle Adult only servant généralement à épingler les jeux pornographiques. Nintendo et Sony ont ensuite refusé d'accueillir ce jeu sur leur console, indiquant refuser des jeux dotés d'un tel classement sur leurs machines. En France, le Syndicat des éditeurs de logiciels de loisirs est également réservé sur la pertinence de ce jeu qui « stigmatiserait une fois de plus le jeu vidéo au moment où la respectabilité de la profession avait réussi à être démontrée ». Stéphane Bole, le président de Nintendo France considère également le jeu comme une erreur dans le catalogue de la Wii. Rockstar réagit en publiant un communiqué le 20 juin qui déclare que « Manhunt 2 est un divertissement pour les amateurs de thrillers et d'horreur. Le thème du jeu est en adéquation avec ceux d'autres produits grand public pour les adultes. Nous respectons ceux qui ont une opinion différente sur l'horreur et les jeux vidéo globalement, mais nous espérons qu'ils prendront aussi en compte l'avis des joueurs adultes auxquels le jeu est destiné. » Le 21 juin, l'Italie interdit également ce jeu. Le ministre italien des Communications Paolo Gentiloni a estimé que ce jeu «plus que violent, est cruel et sadique » et contient « un encouragement à la violence et au meurtre ». La Suisse interdit également la vente du jeu sur son territoire par le biais d'une annonce de l'association suisse de fournisseurs de jeux interactifs (SIEA) qui juge que le jeu « dépasse ce qui est tolérable en matière de représentation de la violence ».
Devant la vague d'interdictions qui a frappé le jeu, l'éditeur Take Two Interactive a annoncé le 21 juin au soir le report du jeu à une date non définie et risque de devoir en modifier profondément le contenu même s'il indique « soutenir ce jeu extraordinaire », qui « apporte une qualité cinématique inédite aux divertissements interactifs et qui est aussi une œuvre d’art ».
Le vendredi 24 août, l'ESRB accorde finalement une classification « M » à la suite de modifications apportées au jeu, ce qui permet à Take Two d'annoncer une sortie pour le 31 octobre, jour d'Halloween, mais cette reclassification fait polémique aux États-Unis où diverses associations et le sénateur Leland Lee mettent en cause l'intégrité de l'organisme de classement.
Par ailleurs, des sénateurs américains ont adressé à l'ESRB une lettre contestant la classification "Mature" donnée au jeu, reprochant à l'organisme un certain laxisme face à ce type de "jeux vidéo ultra-violent" et lui conseillant de "revoir la rigueur et la crédibilité de son système de classification". Parmi ces sénateurs, l'on trouve Hillary Clinton, Joe Lieberman, Evan Bayh et Sam Brownback.

## Censure
Manhunt 2 sortira en France en version ultra-censurée, avec des flash blancs lors de ce qui était normalement des effusions de sang.
Néanmoins, aux États-Unis, une version non-censurée est sortie, sur PC. Cette version ne semble pas être à l'ordre du jour en Europe.